# ハッピー興行新社
ハッピー興行新社（ハッピーこうぎょうしんしゃ）は、映画監督、アニメーターの庵野秀明が主宰する同人サークルである。活動は不定期。
一部で「ハッピー興業新社」と表記されるが、間違いである。

## 主な発行物
- 鶴田謙二作品全集 壱 （1992年）
- 機動戦士ガンダム 逆襲のシャア 友の会 （1993年）
- 鶴田謙二作品全集 壱 + 零.弐 （1994年）
- さらばセーラームーン 激特集 長谷川眞也 （1994年）
- さらばセーラームーン 夢特集 幾原邦彦 （1994年）
- 楽勝!ハイパードール 6 （2006年）
- 楽勝!ハイパードール 6.1 （2006年）
- 楽勝!ハイパードール 6.2
- 楽勝!ハイパードール 6.3 （2009年）